# استهلال (موسيقى)

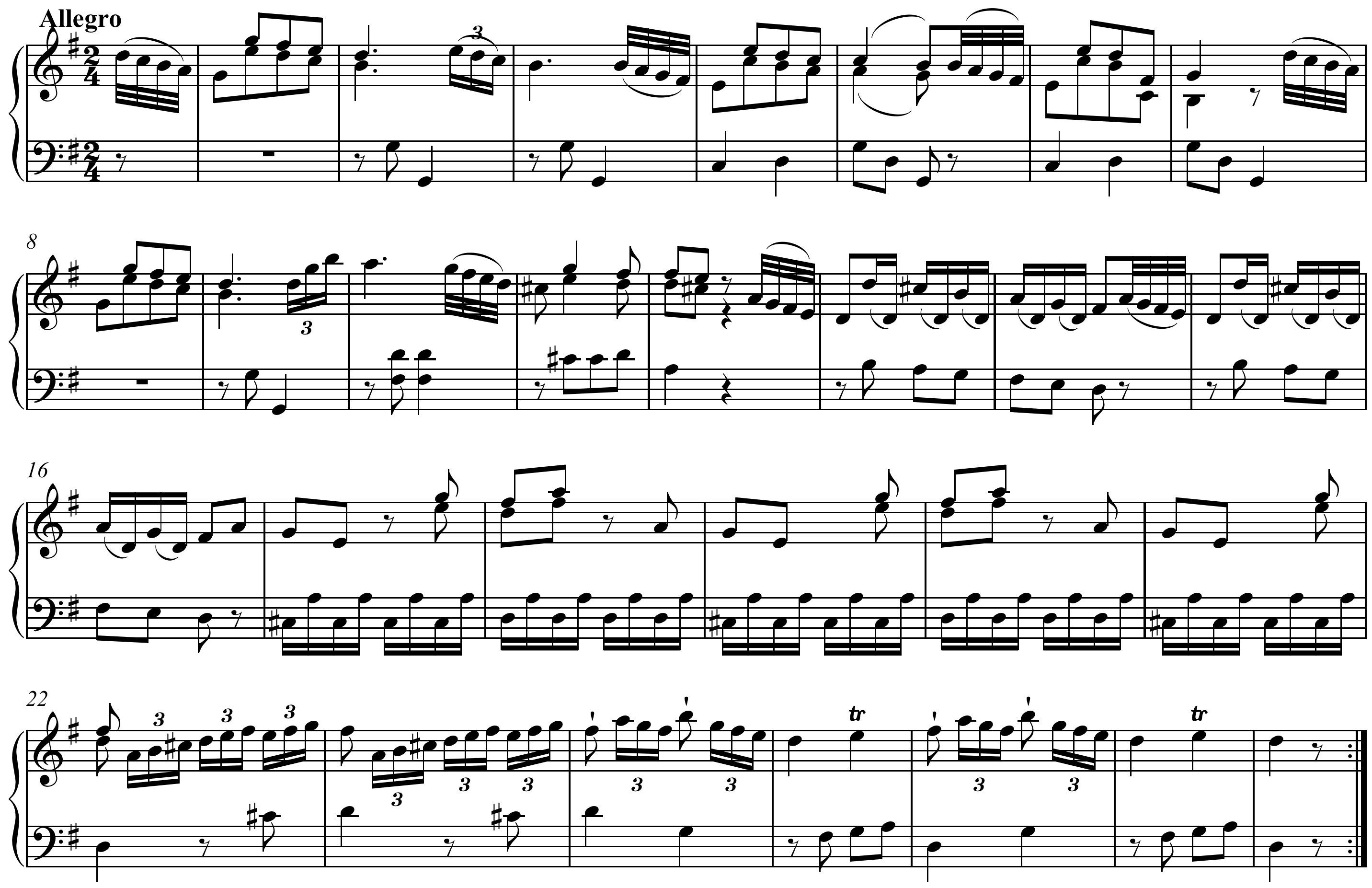
قالب سوناتا لهَيدن في جي ميجور ، هوب. السادس عشر: G1، I ، مم. 1-28.

الاستهلال أو المقدمة في الشكل والتحليل الموسيقي هو العرض الأولي للمادة الموضوعية للتأليف أو الحركة أو الفقرة الموسيقية . يشير استخدام المصطلح عمومًا إلى أن المادة ستُطوّر أو تُنَوّع.
- في قالب السوناتا ، يكون الاستهلال هو القسم الرئيس الأول، الذي يتضمن تعديلًا مهمًا واحدًا على الأقل للمفتاح السائد أو مفتاح ثانوي آخر ويقدم المادة الموضوعية الرئيسة. [3]
- في حالة فوغا، يكون الاستهلال هو بيان الموضوع في تقليد الأصوات المتعددة؛ لا سيما البيان الأول من هذا القبيل الذي تبدأ به الفوغا.[4]